# Heteroconis kaindiensis
Heteroconis kaindiensis là một loài côn trùng trong họ Coniopterygidae thuộc bộ Neuroptera. Loài này được New miêu tả năm 1990.